# Barton Fink
Barton Fink és una pel·lícula estatunidenca dirigida pels germans Coen, estrenada el 1991. És la seva quarta pel·lícula, i ha estat doblada al català.

## Argument
Als anys 40, Barton Fink és un escriptor d'obres de teatre turmentat, recentment lloat per la crítica a Nova York. El seu agent el porta a provar sort a Hollywood com a guionista mitjançant un contracte amb un estudi. Les proves s'acumulen: hotel sòrdid, manca d'inspiració, un cap exuberant, un heroi alcohòlic, un voluminós veí...

## Repartiment
- John Turturro: Barton Fink
- John Goodman: Charlie Meadows
- Judy Davis: Audrey Taylor
- Michael Lerner: Jack Lipnick
- John Mahoney: W.P. Mayhew
- Tony Shalhoub: Ben Geisler
- Jon Polito: Lou Breeze
- Steve Buscemi: Chet
- David Warrilow: Garland Stanford
- Richard Portnow: Detectiu Mastrionotti
- Christopher Murney: Detectiu Deutsch
- I.M. Hobson: Derek
- Meagen Fay: Poppy Carnahan
- Lance Davis: Richard St. Claire
- Harry Bugin: Pete
- Frances McDormand: actriu de teatre (veu, no surt als crèdits)
- Barry Sonnenfeld: crida en Barton Fink (veu, no surt als crèdits)

## Premis i nominacions
D'entre tots els guardons a què optava, destaquen els següents:

### Premis
- Festival Internacional de Cinema de Canes de 1991:
  - Palma d'Or per Joel Coen
  - millor direcció per Joel Coen
  - millor actor per John Turturro

### Nominacions
- Oscar de 1992:
  - millor actor secundari per Michael Lerner,
  - millor direcció artística per Dennis Gassner i Nancy Haigh
  - millor vestuari per Richard Hornung.

- Globus d'Or al millor actor secundari per John Goodman.

## Al voltant de la pel·lícula
- Barton Fink  està inspirat en la vida del director i escriptor nord-americà Clifford Odets, que va conèixer la glòria en els anys 1940 i 50. Havia nascut el 1906 a Filadèlfia i des de la seva adolescència és en el teatre. Als 29 anys, va signar la seva primera obra,  Waiting for Lefty , que molts consideren la seva obra mestra. A continuació, va a Hollywood, on escriu el guió per la pel·lícula Sweet Smell of Success (1957) amb Burt Lancaster i Tony Curtis. Clifford Odets va morir de càncer el 1963.
- A Miller Crossing, la pel·lícula anterior dels germans Coen, el personatge interpretat per John Turturro coneix un home en un edifici anomenat The Barton arms.
- Barton Fink és la pel·lícula dels germans Coen en la qual no intervé el seu director de fotografia habitual: Barry Sonnenfeld. Es troba però en la primera aparició en una pel·lícula petita mirada a l'escenari de restaurants. Els germans Coen inicien aquí una col·laboració que funcionarà sempre amb Roger Deakins.
- Gilles Jacob, responsable del Festival Internacional de Cinema de Canes, va decidir després dels tres trofeus adjudicats a la pel·lícula pel jurat presidit pel Roman Polanski, a prendre mesures per evitar que la mateixa pel·lícula pugui ser recompensada en massa categories.